# Kody operacji „Overlord” w krzyżówkach
Kody operacji „Overlord” w krzyżówkach – pojawienie się tajnych kodów operacji inwazji wojsk alianckich na Normandię w roku 1944 w umieszczanych w brytyjskim dzienniku „The Daily Telegraph” krzyżówkach. Sprawą zainteresował się brytyjski kontrwywiad, a sprawę wyjaśniono dopiero w latach 80. XX wieku.

## Historia

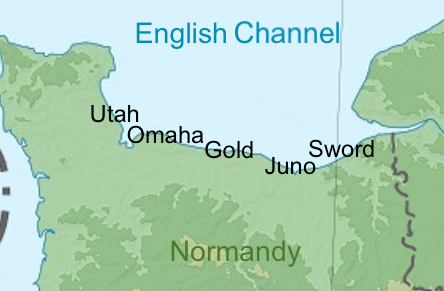
Miejsca lądowania wojsk alianckich 6 czerwca 1944 w Normandii

W roku 1944 w krzyżówkach codziennych drukowanych przez dziennik „The Daily Telegraph” pojawiły się słowa „Juno”, „Gold” i „Sword”, które były kryptonimami plaż biorących udział w operacji Overlord. Nie wzbudziło to większych podejrzeń, gdyż słowa te często używane są w krzyżówkach (oznaczają one w języku angielskim odpowiednio – Junonę, złoto i miecz). 4 maja w krzyżówce pojawiło się słowo „Utah”, będące nazwą stanu w Stanach Zjednoczonych, ale również kryptonimem plaży w Normandii, na której lądować miała 4 Dywizja amerykańska. Zdefiniowane zostało jako „jeden ze stanów USA”. Kilkanaście dni później, w sobotę 27 maja w krzyżówce zamieszczono objaśnienie „czerwonoskóry Indianin nad Missouri”, co dawało rozwiązanie „Omaha”, będące tym razem nazwą plaży przeznaczonej do zajęcia przez 1 Dywizję amerykańską. W następną sobotę, 27 maja w krzyżówce umieszczono słowo „Overlord”, będące nazwą całej operacji lądowania wojsk alianckich w Normandii. 30 maja do rozwiązania krzyżówki potrzebne było słowo „Mulberry” (morwa), kryptonim przenośnych, prefabrykowanych przystani, które miały zostać rozmieszczone na plażach wkrótce po lądowaniu pierwszych oddziałów. Wreszcie 1 czerwca zamieszczono słowo „Neptune”, kryptonim fazy morskiej operacji.

## Rola kontrwywiadu
MI5 przyglądało się bacznie krzyżówkom zamieszczanym w „The Daily Telegraph” już od co najmniej dwóch lat; badano m.in. pojawienie się słowa „Dieppe” w krzyżówce z 17 sierpnia 1942, na dwa dni przed rajdem na Dieppe. Jak później się okazało, słowo to znalazło się w krzyżówce przez przypadek, a kontrwywiad brytyjski nie wykrył nic podejrzanego. Jednak w przypadku ukazania się takiej liczby kryptonimów przed jedną z najważniejszych i największych operacji II wojny światowej sprawa była poważniejsza, a potencjalnie mogło dojść nawet do dekonspiracji. Operacja „Overlord” była oznaczona najwyższym stopniem tajności w celu zaskoczenia przeciwnika i zminimalizowania liczby ofiar. Doszło nawet do tego, że zdemobilizowano jednego z amerykańskich generałów zbyt natarczywie dopytującego się o datę inwazji. Naturalnie zatem kontrwywiad zainteresował się twórcą krzyżówek dla „The Daily Telegrapha”, Leonardem Dawe’m. Dawe zapytany, dlaczego właśnie te słowa umieścił w krzyżówkach, odparł beztrosko „A dlaczego nie?”. Po wielodniowych przesłuchaniach w Bury St Edmunds autor krzyżówek został zwolniony. Jak stwierdził: „Jednak zdecydowali, że nas nie zastrzelą”.

## Wyjaśnienie
Wyjaśnienie pojawiania się kryptonimów w krzyżówkach „The Daily Telegraph” pojawiło się w roku 1984, a światło na całą historię rzucił Ronald French, właściciel posesji w Wolverhampton. Oświadczył on, że w 1944 roku miał 14 lat i to on wpisał te hasła w diagram krzyżówek, które wykorzystał ich autor, Leonard Dawe, nauczyciel chłopca. Ewakuowany podczas wojny do Effingham, prosił swoich uczniów o wpisywanie słów do diagramów, traktując to jako ćwiczenie umysłowe. Później opracowywał tylko definicje haseł. French poznał kryptonimy od amerykańskich i kanadyjskich żołnierzy mających brać udział w operacji, których jednostka znajdowała się w pobliżu szkoły. Kryptonimy operacji były używane w rozmowach, których świadkiem był chłopiec. Nie mówiono jedynie o datach, gdyż tych ściśle tajnych informacji nie znali nawet sami żołnierze. Nastoletni French obsesyjnie interesował się wojskiem, często chodził na wagary, by przebywać wśród żołnierzy, był chłopcem na posyłki, raz pozwolono mu nawet kierować czołgiem. Żołnierze traktowali go po bratersku i mieli na tyle zaufania, że rozmawiali przy nim swobodnie, nikt nie brał go za niemieckiego szpiega. Wkrótce po inwazji jego nauczyciel zapytał chłopca, skąd znał te kryptonimy. Ten przyznał się do prowadzenia tajnych zapisków i przekazał je nauczycielowi do spalenia. Został zmuszony do przysięgi na Biblię, że nikomu o tym nie powie.
Podobną historię w roku 1995 opowiedział Ken Russell, inny uczeń Dawe’a, który również wypełniał diagramy dla swojego nauczyciela.